# Бунчук Борис Іванович
Бори́с Іва́нович Бунчу́к (*10 вересня 1955, Нові Бросківці Сторожинецького району Чернівецької області) — професор кафедри української літератури, декан Філологічного факультету Чернівецького національного університету, поет, член Національної спілки письменників України.

## Життєпис
Народився 10 вересня 1955 в селі Нові Бросківці на Сторожинеччині. Батьки Бориса Бунчука любили пісні. Багато маминих пісень зберігає його пам'ять на усе життя.
Неповну середню освіту здобув у селі Забагна, а середню — у Сторожинецькій ЗОШ І-ІІІ ступенів № 1. 1972 року після закінчення середньої школи вступив на філологічний факультет Чернівецького державного університету ім. Ю. Федьковича, який успішно закінчив у 1977 році. Вчителював. 1981 року закінчив аспірантуру при кафедрі української літератури. Захистив дисертацію, здобув ступінь кандидата філологічних наук, а у 2001 році — доктора філологічних наук.
Б.Бунчук є одним із провідних віршознавців України. Автор численних праць про віршування І. Франка, Лесі Українки, П. Куліша, М. Старицького, Г. Сковороди, І. Котляревського та ін. У дослідженнях, головним чином, послуговується методологічним апаратом російського вченого М. Гаспарова.
Нині Б.Бунчук — професор кафедри української літератури, декан філологічного факультету Чернівецького національного університету ім. Ю. Федьковича, лауреат літературної премії ім. Д. Загула (1997 р.) і премії ім. Т. Мельничука (2003 р.).

## Творчість
Автор першого дослідження про вільний вірш (верлібр) в українській літературі та про віршування І.Франка в контексті нової української літератури, автор кількох навчальних посібників.
Перші спроби на поетичній ниві припадають на роки навчання в Сторожинецькій школі. Не переставав віршувати і в студентські роки та роки наукової, викладацької праці, бо поезія — його покликання, велика любов всього життя. Свої вірші друкував у районній та обласних газетах «Буковина», «Молодий буковинець», у журналах «Дніпро», «Ранок», «Буковинський журнал», у колективних збірниках «Сонячний годинник», «Дзвінке джерело», «Ранковий клич», в альманасі «Вітрила — 76-77», у збірнику «Поезія» (1983, № 7). 1984 року була надрукована перша збірка поезій Б.Бунчука «Вхідчини». У ній визначилося громадське і творче кредо поета. Улюбленими темами майстра верлібру є теми жіночої долі, любові, шани і поваги до батьків. Саме вони є провідними у другій збірці під назвою «Міра істинного» (1988 р.). Поетична книга є в'язанкою наболілих почуттів, найінтимніших куточків серця і душі поета. Чимало віршів Борис Іванович присвятив найріднішим — батькові, матері, які передчасно пішли з життя. Людяністю, щирістю, чистотою синівських почуттів вражають поезії циклу «Обличчя матері моєї». Від кожного рядка циклу віє ніжністю, великою любов'ю сина до матері. У 1997 році світ побачила третя збірка Б.Бунчука «Замість центурій». Поет показує свої передбачення, ставить діагноз сучасному буттю, вірить у безсмертя духу, шукає істини, переосмислюючи складні проблеми — моменти нашого буття, хоче осягнути душевну рівновагу людини у світі хаосу, потрясінь.